# Колібрі-лісовичок синьоголовий
Колі́брі-лісовичо́к синьоголовий (Thalurania glaucopis) — вид серпокрильцеподібних птахів родини колібрієвих (Trochilidae). Мешкає в Південній Америці.

## Опис

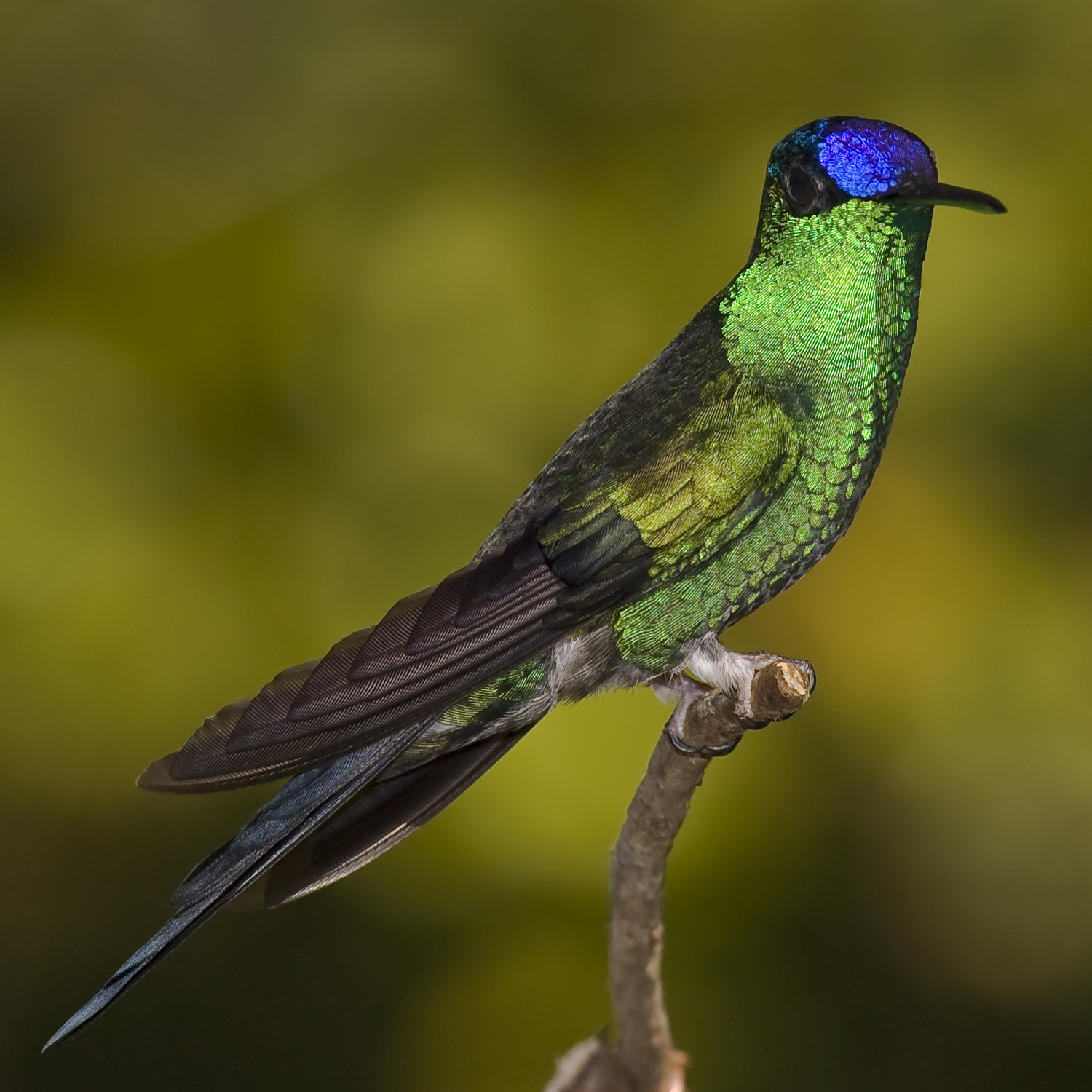
Самець синьоголового колібрі-лісовичка

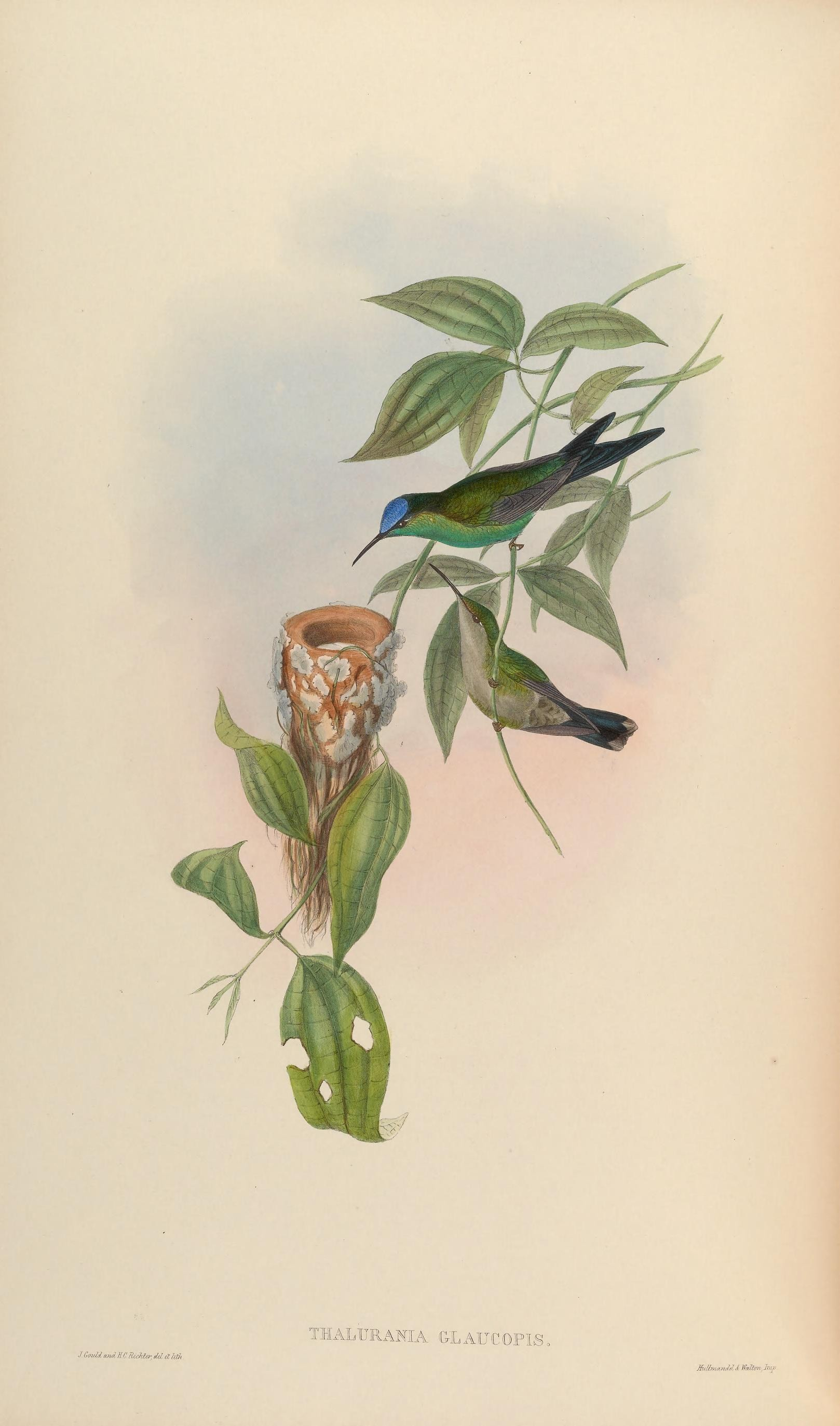
Синьоголові колібрі-лісовички

Довжина птаха становить 8-11 см, самці важать 4-6,1 г, самиці 4-5 г. У самців лоб і тім'я фіолетово-сині, решта верхньої частини тіла темно-верхня частина тіла. Хвіст роздвоєний, сталево-синій. Нижня частина тіла зелена, блискуча, нижні покривні пера хвоста зеленуваті або блакитнуваті. Хвіст сталево-синій. Дзьоб середньої довжини, чорнуватий, знизу на кінці темно-коричневий.
У самиць верхня частина тіла повністю зелена. нижня частина тіла білувата або блідо-охриста.  Хвіст легко роздвоєний, центральні стернові пера зелені, металево-блискучі, крайні стернові пера сталево-сині з білими кінчиками. У молодих самців лоб і тім'я бірюзово-блакитні. пера на горлах поцятковані білуватими смугами, нижня частина тіла поцяткована сірувато-коричневими плямами.

## Поширення і екологія
Синьоголові колібрі-лісовички мешкають на південному сході Бразилії (від Баїї до Ріу-Гранді-ду-Сул), на північному сході Аргентини (Місьйонес), на сході Парагваю і півночі Уругваю. Вони живуть у вологих рівнинних атлантичних лісів, у вологих чагарникових заростях, в парках і садах. Зустрічаються на висоті до 850 м над рівнем моря. 
Синьоголові колібрі-лісовички живляться нектаром різноманітних квітучих рослин, чагарників і дерев, а також дрібними комахами, яких ловлять в польоті або збирають з рослинності. Сезон розмноження у них триває з вересня по лютий. Гніздо чашоподібне, робиться з м'якого рослинного пуху, рослинних волокон і луски деревоподібної папороті, зовні покривається лишайниками. Воно розміщується на горизонтальній гілці дерева або в розвилці між гілками, на висоті від 1,5 до 3 м над землею. В кладці 2 яйця розміром 12,2-15×7,8-10 мм і вагою 0,5 г. Інкубаційний період триває 15 днів, пташенята покидають гніздо через 20-25 днів після вилуплення.